# Кадикчан
Кадикчан (на руски: Кадыкчан) е бивше селище от градски тип в Магаданска област, Русия.
Той е град-призрак с население 0 души към 2010 г. Името на селището произлиза от евенкски език и означава „малък пролом“.

## История
Селището възниква през 1943 г. във връзка с добива на каменни въглища. Бива построен от затворници, сред които и Варлам Шаламов. Въглищата се добивали подземно и се използвали основно в близката ТЕЦ в село Мяунджа. След разпадането на СССР, добивът на въглища от мините в Кадикчан вече не е изгоден. През септември 1996 г. експлозия в мините убива 6 души. Много скоро мините са обявени за нерентабилни и са затворени, а хората – изселени срещу обезщетение. Населението на селището от 5794 души през 1989 г. спада до няколкостотин в началото на 2000 г. През следващите години населението намалява до едва няколко души, а през 2010 г. преброяването отчита 0 души с постоянен адрес в Кадикчан.

## Население
| 1970 | 1979 | 1989 | 2002 | 2007 | 2009 | 2010 |
| ---- | ---- | ---- | ---- | ---- | ---- | ---- |
| 3378 | 4764 | 5794 | 875  | 227  | 235  | 0    |